# Arintheus
Arintheus (vagy Flavius Arintheus fl. 355–378) nevéből ítélve görög származású római hadvezér, 366–378 között magister peditum, a 372. év consulja. Ariánus keresztény.
Arintheus 355-ben tűnik fel a forrásokban, amikor az Észak-Itáliába törő gótok ellen harcolt II. Constantius hadseregében tribunusként. 363-ban lovassági parancsnok Iulianus császár balsikerű perzsa-hadjáratának bal szárnyán, majd a császár halála után az egyik császárválasztó tiszt. Victorral alkották a keresztény klikket, Dagalaifus és Nevitta a pogány frakciót. Az első választott Salutius nem fogadta el a jelölést, ekkor a keresztény Iovianust emelték trónta, majd annak korai halála után Valentinianust.
Iovianus mindjárt két követjárással bízta meg. Első küldetése Salutiusszal a perzsa békekötés volt, ő írta alá a békeszerződést, amit Ammianus Marcellinus szégyenteljesnek nevezett. Következő feladata Gallia Iovianus oldalára állítása lett volna, de mire Galliába ért, Iovianus meghalt.
364-ben támogatta Valentinianust, majd amikor öccsével megosztják a hadsereget, Victor és Arintheus a keleti seregben maradt. Valens oldalán harcolt Procopius, Iulianus unokaöccse ellen. Procopius legyőzése után kapta meg a magister peditum (gyalogsági parancsnok) címet. 367-ben a gótok ellen harcolt.
Valens Armeniába küldte, hogy egy esetleges perzsa támadás esetén legyen az örmények segítségére az Eufrátesz vonalán. Ez valószínűleg thraciai szolgálata után volt, ahol Athanarik nyugati gót király ellen küzdött. 378-ból fennmaradt egy Valenshez írt levele, további sorsa nem ismert, valószínűleg ebben az évben halt meg.
| Elődei: Gratianus és Petronius Probus | Consul 372 collega: Domitius Modestus | Utódai: Valentinianus és Valens |